# Pasotti F.9 Sparviero
Il Pasotti F.9 Sparviero era un aereo da turismo a quattro posti, ad ala bassa, costruito in Italia negli anni '50. Progettato da Stelio Frati, era una versione monomotore del suo precedente bimotore Airone. Ne fu costruito uno solo.

## Specifiche (motore Hirth)
- Capacità: 4
- Lunghezza: 8,3 m (27 ft 3 in)
- Apertura alare: 10,0 m (32 ft 10 in)
- Area dell'ala: 14,70 m2 (158,2 piedi quadrati)[1]
- Rapporto d'aspetto: 6,8[1]
- Peso a vuoto: 990 kg (2.183 lb)
- Peso lordo: 1.520 kg (3.351 lb)
- Capacità carburante: 240 L (53 Imp gal, 63 US gal)
- Centrale elettrica: 1 × Hirth V-8 invertito, raffreddato ad aria, 190 kW (250 hp)
- Eliche: passo controllabile elettricamente a 2 pale
- Velocità massima: 320 km/h (200 mph, 170 kn)
- Velocità di crociera: 264 km/h (164 mph, 143 kn) normale
- Velocità di stallo: 85 km/h (53 mph, 46 kn)
- Portata: 1.310 km (810 mi, 710 nmi)
- Massimale di servizio: 5.030 m (16.500 ft)
- Distanza di decollo: 250 m (820 ft)
- Distanza di atterraggio: 200 m (656 ft)